# Persicaria setacea
Persicaria setacea är en slideväxtart som först beskrevs av Baldw. och Ell., och fick sitt nu gällande namn av John Kunkel Small. Persicaria setacea ingår i släktet pilörter, och familjen slideväxter. Inga underarter finns listade i Catalogue of Life.